# 夏ノ芹子
夏ノ 芹子（なつの せりこ、7月26日 - ）は、日本の作詞家。音楽家・歌手・アイドル等への歌詞提供の他、舞台脚本の執筆なども手掛ける。
名前については、2012年頃に"夏野芹子"から"夏ノ芹子"へ改名したものと思われる。
東京都出身。AB型。スマイルカンパニー所属。日本作詩家協会会員。
上柳昌彦の元妻。

## 人物・来歴
中学生の頃から遊びで作詞・作曲をしたりバンドを作ったりしていたが、まだ人生経験が足りないと実感し、一度は音楽から気持ちが離れる。数年後社会人となり編集者、ガラス作家などを経験するが、ある時に再び詞を書きたい気持ちが湧き上がり、作詞家を目指し活動するようになる。10歳くらいの時に将来なりたい職業として思い描いたものの中には、既に作詞家が入っていたという。
作詞家デビューの楽曲は、吉田栄作「いつだって今が始まり」。その後は音楽家、アイドル、俳優、声優、音楽ユニットなどに数多くの詞を提供しており、その中でも中森明菜に提供した詞は20作を超える。
2011年には今井翼、中山優馬、A.B.C-Zらが出演したミュージカル『PLAYZONE 2011 SONG & DANC'N.』（ジャニー喜多川監修）の公演のために書き下ろされた、「イマジン 〜君が望んだのは〜」「出逢えるまで」「一夜の夢」「最後の朝」の作詞も手掛けた。

作詞家として詞を提供する傍ら、同じく作詞家の売野雅勇主宰によるインターネットドラマ『Radiogenic』の脚本・演出、劇団カクスコ が上演する舞台の脚本を共同で執筆・他に福山雅治、TETSU69、PHONES、ji ma maといった音楽家の作詞サポート・共作で携わるなど、活動は多岐にわたっている。

## 主な提供作品

### あ行
青山みつ紀
- 「Depend on me」(青山みつ紀、リン・ホブディとの共作詞)、「笑って」
  - ※アルバム『Naturally』収録 – 2018年

- 「Secret」 ※アルバム『Secret』収録 – 2019年

浅香唯
- 「photograph」 ※アルバム『joker』収録 – 1992年

アン・ルイス
- 「JINGLE JUNGLE DANCE」
  - ※シングル　テレビ東京系アニメ『ジャングルの王者ターちゃん』エンディングテーマ – 1994年

諫山実生
- 「同級生」「想いコガレテ」
  - ※アルバム『恋愛組曲 〜ONE AND ONLY STORY〜』収録 – 2005年

- 「HORIZON」 ※シングル – 2006年
- 「Close Your Eyes -プラームスの子守唄-」「TOKYOタワー」
  - ※アルバム『こころ』収録 – 2007年

奥菜恵
- 「そんなの悲しいね」 ※シングル – 1996年
- 「淑女の夢は万華鏡」C/W「Spring Field」 ※シングル – 1997年
- 「夢のほとり」 ※シングル「それでも愛してる」C/W – 1997年

### か行
河相我聞
- 「たまに忘れてもずっと忘れない」 ※シングル – 1995年

楠田敏之
- 「運命は悪戯に」(役名の"宍戸亮"名義)
  - ※テレビ東京系TVアニメ『新テニスの王子様』オープニングテーマ – 2012年

クリス・ハート
- 「ハローハロー」(kenko-pとの共作詞)
  - ※アルバム『Song for You』収録 – 2014年

区麗情
- 「初めて恋をした日」 ※シングル – 1994年
- 「ひとりきりだとわかった」 ※シングル – 1994年

### さ行
Sea☆A
- 「しあわせ♪ランランラン」
  - ※シングル「Friendship Birthday 〜あらしのよるに〜」C/W – 2012年

少年隊
- 「フィエスタ・de・VENUS.」
  - ※マキシシングル「ロマンチックタイム」収録 – 2000年

椎名へきる
- 「コドモなオトナとつきあう方法」「やんなっちゃう」
  - ※アルバム『No Make Girl』収録 – 1995年

- 「泣いちゃいなよ、いま」「そろそろやってみますか」
  - ※アルバム『with a will』収録 – 1996年

- 「キメてみせてよ Get Back!」
  - ※シングル「空をあきらめない」C/W – 1996年

- 「届けたい想い」
  - ※シングル「MOONLIGHT」C/W – 1997年

瀬戸朝香
- 「独りぼっちじゃ見つからない」
  - ※アルバム『Eternal Moment』収録 – 1995年

Cellchrome
- 「My Answer」(Mizkiとの共作詞)　※シングル – 2019年

### た行
玉置成実
- 「Ready Steady Go!」
  - ※アルバム『Speciality』収録 – 2006年

- 「i CAN FLY」
  - ※シングル「CROSS SEASON」C/W – 2007年

- 「hitchHIKER」
  - ※アルバム『Don't Stay』収録 – 2008年

鶴久政治
- 「きみがいるから」 ※シングル – 1994年

Dezille Brothers
- 「Eyes On Me」「奇跡の庭」
  - ※アルバム『だしの取りかた』収録 – 2011年

TOKIO
- 「ジャンクフードの逆襲」
  - ※アルバム『YESTERDAY & TODAY』収録 – 2000年

土橋安騎夫
- 「HEART BEATS」
  - ※アルバム『Moon Dog』収録 – 1997年

### な行
中森明菜
- 「永遠の扉」「眠るより泣きたい夜に」
  - ※アルバム『UNBALANCE+BALANCE』収録 – 1993年

- 「夜のどこかで 〜night shift〜」C/W「Rose Bud」 ※シングル – 1994年

- 「綺麗」 ※シングル「原始、女は太陽だった」C/W – 1995年

- 「優しい関係」 ※シングル「Tokyo Rose」C/W – 1995年

- 「GAIA 〜地球のささやき〜」「Necessary」「だからなんなの」
  - ※アルバム『la alteración』収録 – 1995年

- 「Shangrila」
  - ※アルバム『true album akina 95 best』収録 – 1995年

- 「METROPOLITAN BLUE」
  - ※ミニアルバム『VAMP』収録 – 1996年

- 「APPETITE」 ※シングル – 1997年

- 「赤い薔薇が揺れた」「桜（びやく）」
  - ※アルバム『SHAKER』収録 – 1997年

- 「今夜、流れ星」C/W「嵐の中で」 ※シングル – 1998年

- 「ユアバースデイ」「雨の日は人魚」「雪の花 〜White X'Mas〜」「幻惑」「BLOWING FROM THE SUN」「花曇り」
  - ※アルバム『SPOON』収録 – 1998年

- 「Trust Me」 ※シングル – 1999年

- 「月の微笑」
  - ※アルバム『ウィザードリィ 〜DIMGUIL〜 ORIGINAL SOUND TRACK』収録 – 1999年

- 「風と太陽」
  - ※アルバム『Resonancia』収録 – 2002年

- 「華-HANA-」
  - ※シングル「Days」C/W – 2003年

### は行
HiHi Jets・東京B少年
- 「みなみなサマー」(Satomi、THE GARRYとの共作詞) – 2018年

浜本沙良
- 「distance」「FOLLOW ME」「いつも eyes to me」「嫌いになりたい」「素顔でいいから」
  - ※アルバム『Puff』収録 – 1994年

- 「COOL WATER」「Lonesome」「my way home」「それから」
  - ※アルバム『Truth of Lies』収録 – 1995年

光GENJI
- 「一度だけ言うけど」
  - ※アルバム『SPEEDY AGE』収録 – 1993年

B∀G（バグ）
- 「HEARTの形状」 ※シングル
  - テレビ東京系アニメ『ジャングルの王者ターちゃん』オープニングテーマ – 1994年

ひめみこプロジェクト
- 「みそぎはらい」「瑞穂の大地」
  - ※アルバム『美しきひめみこたちの物語 〜ale of beauty hime-miko〜』収録 – 2019年

ビビアン・スー (徐若瑄)
- 「我愛你 -WO AI NI-」 ※シングル「8月のバレンタイン」C/W – 1996年

藤木直人
- 「朝日の向こう」
  - ※シングル「世界の果て〜the end of the world〜」C/W – 1999年

藤澤ノリマサ
- 「夜明けのヴィーナス」
  - ※アルバム『Appassionato 〜情熱の歌〜』収録 – 2009年

- 「春の願い」「朝日と夕日のような君と」
  - ※アルバム『希望の歌 〜La speranza〜』収録 – 2011年

- 「未来の僕らへ」 ※シングル – 2012年

- 「Shall we」
  - ※アルバム『Sogno 〜夢〜』収録 – 2014年

福井麻利子
- 「One Voice for EHRGEIZ」
  - ※シングル『ネクスト戦記EHRGEIZ』エンディングテーマ – 1997年

PiXMiX
- 「君に届け」「Don't worry」 – 2018年
- 「飛ばせ!紙ヒコーキ」 – 2019年

B Pressure
- 「Be With You」「眠れぬDiamond」
  - ※アルバム『Green Light』収録 – 2020年

V6
- 「上弦の月」(TSUKASAとの共作詞)
  - ※シングル「CHANGE THE WORLD」C/W – 2000年

- 「I'm yours」
  - ※アルバム『∞ INFINITY 〜LOVE & LIFE〜』収録 – 2003年

### ま行
MAX
- 「UNFORGETTABLE」 ※シングル「MAGIC」C/W – 2000年

観月ありさ
- 「Next Genaration」
  - ※アルバム『ARISA III LOOK』収録 – 1994年

宮内タカユキ
- 「熱い想い〜タイガー伝説〜」 ※シングル – 1997年

### や行
YU-A
- 「優しい顔で近づかないで」(YU-Aとの共作詞)　※シングル – 2012年

吉田栄作
- 「いつだって今が始まり」 ※シングル – 1992年

### ら行
RUN&GUN
- 「オーライ! フレンズ」「linked together」「みんなのゆめ」
  - ※アルバム『Re:ing』収録 – 2006年

### わ行
和田アキ子
- 「不夜城」 ※シングル「愚かな女たち」C/W – 2004年

### 舞台
- ミュージカル『PLAYZONE '11 SONG & DANC'N.』使用曲
  - 「イマジン 〜君が望んだのは〜」「出逢えるまで」「一夜の夢」「最後の朝」 – 作詞